# Dragon kill points
 (octobre 2020).
Dragon kill points ou DKP est un système de comptage de points semi-formel (système de gestion de butins) utilisé par les guildes dans les jeux de rôle en ligne massivement multijoueurs. Dans ce genre de jeux, les joueurs font face à des épreuves à grande échelle (des raids), qu'ils ne peuvent surmonter qu'en combinant les efforts de plusieurs dizaines de joueurs. Alors que les joueurs sont nombreux à participer au combat contre un boss, celui-ci ne donnera en récompense qu'un petit nombre d'objets désirés. Face à ce déséquilibre, des systèmes tentant de distribuer équitablement les butins ont été établis. Utilisé à l'origine dans le MMORPG EverQuest, le système de DKP consiste en un nombre de points qui peuvent être donnés aux joueurs en récompense d'avoir participé à abattre des boss, et dépensés pour acquérir des objets lâchés par ces boss. À l'époque, la plupart des boss affrontés par les joueurs étaient des dragons, d'où le nom Dragon Kill Points traduisible par Points de Dragon Tué.
Si les DKP ne sont pas utilisables en dehors d'une guilde en particulier, ils sont néanmoins souvent traités comme une monnaie par celles-ci. Plusieurs systèmes de distribution et dépense des DKP existent, mais ils diffèrent des monnaies virtuelles des jeux même puisqu'ils varient d'une guilde à une autre, et que seules ces guildes leur attribuent de la valeur à propos de la répartition des butins.

## Origines et motivations
Le système de DKP a initialement été inventé pour Everquest en 1999 par Thott lors de la création de la guilde Afterlife, et nommé d'après deux dragons, Lady Vox et Lord Nagafen,,. Depuis, il a été adapté et repris dans plusieurs jeux en ligne similaires. Dans World of Warcraft par exemple, un avatar nommé Dragonkiller a popularisé son utilisation, et d'autres programmeurs ont développé des applications permettant l'intégration du système en jeu afin de récompenser automatiquement les victoires des joueurs. Contrairement à ce qui peut se faire dans les jeux de rôles papiers ou les jeux de rôles (sous forme de jeux vidéo), les MMORPG peuvent présenter des défis si importants que le nombre de joueurs requis pour les réussir excède souvent largement le nombre de butins obtenus (un raid de 25 joueurs ne pourrait par exemple obtenir qu'un ou deux objets). Le nombre exact de joueurs nécessaires pour vaincre un boss donné varie d'un jeu à l'autre, mais l'investissement n'est généralement pas trivial. Une rencontre avec un ennemi dans un raid peut impliquer 10 à 200 joueurs organisés pour atteindre un but commun, étalé sur une période de 3 à 6 heures continues, ce qui demande un travail d’équipe et une maîtrise de la part de tous les membres du raid.
Les problèmes de distribution de récompenses sont proportionnels au nombre de joueurs après de tels efforts. Puisque les objets apparaissent, ou "drop", en quantité si réduite comparée au nombre de joueurs dans le groupe, un moyen de décider qui reçoit quel objet est nécessaire. En fin de jeu, les nouveaux objets obtenus lors de la victoire contre une boss représentent le seul moyen de continuer à améliorer l'efficacité au combat de son personnage, ou son apparence. Par conséquent, un joueur donné se préoccupe d'avoir un moyen équitable d'obtenir ces objets. Les guildes qui font face à de plus petit défis, avec un plus petit nombre de joueurs, commencent généralement par distribuer les butins au hasard, avec un jet de dés virtuels directement simulé par le jeu lui-même, similaire aux jets de dés qui dictent l'issue et le déroulement des jeux de rôles papiers. Lorsque le nombre de joueurs devient plus important, les jets de dés peuvent être pondérés en faveur des plus anciens de la guilde, ou ajustés par d'autres mesures afin de s'assurer que les vétérans de la guilde ne perdent pas un objet face à un nouveau membre. Des méthodes permettant de récompenser l'ancienneté ou les performances de certains joueurs se sont développées à partir de ces modifications, notamment les systèmes se basant sur la distribution de points à chaque victoire.

## Mécaniques d'un système DKP
Le concept de base de la plupart des systèmes DKP est simple. On distribue des points aux joueurs lorsqu'ils participent à un raid ou à d'autres événements de la guilde, et ils dépensent ces points sur les objets de leurs choix lorsque les boss lâchent ces objets. Un joueur qui n'a pas eu la chance de pouvoir dépenser ses DKP les accumule entre les raids, et il est possible de les dépenser par la suite. Si ces points sont gagnés et dépensés comme une monnaie, ils ne sont pas pour autant la même chose que les monnaies virtuelles prodiguées par le jeu lui-même. Ils ne représentent qu'un contrat social que les guildes proposent aux joueurs. Si le joueur quitte la guilde, ou que la guilde se dissout, ces points perdent toute valeur. Ces mesures varient considérablement à l'usage. Certaines guildes se passent complètement de système de loot formalisé, permettant aux dirigeants de choisir directement qui reçoit les objets des boss vaincus. Certaines utilisent des outils de mesure complexes pour déterminer les prix des objets, et d'autres utilisent des systèmes d'enchères pour les distribuer. Voici une liste de quelques systèmes communs.

### DKP à somme nulle
Le système de DKP à somme nulle est pensé pour s'assurer que la somme des points des joueurs ne change pas à chaque fois qu'un objet est distribué. Lorsqu'un objet tombe, chaque joueur intéressé se fait signaler. Le joueur intéressé qui a le plus de DKP reçoit l'objet pour le prix indiqué, et ce même nombre de point est par conséquent distribué équitablement entre les autres joueurs du raid, ce qui résulte en une somme de DKP inchangée. De cette façon le raid ne gagne des DKP que si un joueur au moins est intéressé par un objet. Puisqu'au fil du temps les guildes répéteront certains boss plusieurs fois, certains systèmes DKP à somme nulle sont modifiés pour intégrer un faux joueur qui pourra gagner des DKP, même si aucun joueur ne reçoit d'objet. Il s'agit d'une mesure purement comptable permettant à la guilde de récompenser les joueurs lorsqu'un boss est vaincu si elles utilisent un système de comptage de points automatisé,.

### DKP Simple
La variante la plus simple de DKP est celle dans laquelle chaque objet a un prix fixe dans une liste, et chaque joueur gagne des DKP lorsqu'il participe à un raid en guilde. Comme dans le système à somme nulle, le joueur ayant le plus de point gagne l'objet s'il le désire, payant ainsi le prix indiqué. Cependant, un système DKP simple ne répartit pas les DKP dépensés sur le reste du raid.

### Systèmes d'enchères
Définir des prix en DKP pour des objets spécifiques peut être difficile, en effet l'analyse d'un objet en particulier peut être subjective et laborieuse. Dans le but d'éviter ce dilemme, une guilde peut établir un système d'enchères pour les objets. Des points sont distribués aux joueurs à un taux donné, et lorsqu'un objet tombe, les joueurs misent des DKP s'ils sont intéressés. Les enchères peuvent être menées ouvertement (les joueurs montant leurs mises les uns sur les autres), ou de façon fermée (les joueurs misent un montant en message privé au responsable des butins). Ce processus est relativement efficace pour distribuer les objets aux joueurs prêts à en payer le prix, mais il a l'inconvénient social de pouvoir attribuer des objets à des joueurs qui pourraient ne pas en tirer le plein potentiel.

### GDKP (Gold DKP)
Gold DKP (GDKP) est un système développé pour les groupes "pick up" (PU). Il a été intégré pour assister les joueurs sans guildes et leur donner la possibilité de participer à des raids compliqués. En GDKP, lorsqu'un boss est vaincu, les butins obtenus sont mis en enchère avec un prix minimum. Chaque joueur dans le raid peut enchérir en or sur ces butins. Le vainqueur final des enchères paye ensuite le maître des butins en échange de l'objet. Une fois que tous les butins ont été distribués, tous les participants reçoivent une part égale de l'or dépensé. Par exemple, si 20 membres sont dans un groupe, et que 500 pièces d'or sont dépensées sur les butins, chacun de ces joueurs reçoit à la fin 25 pièces d'or.

## DKP et capital virtuel
Puisque le but des DKPs est de distribuer une ressource rare entre les membres d'une guilde, ils peuvent être compris en termes de capital virtuel. Les joueurs gagnent et dépensent des DKP, misant dans un système d'enchères pour un objet qui a une certaine valeur pour eux. Les DKP sont souvent considérés comme une monnaie, un chef de guilde paye ses employés. Malgré ces analogies, le système DKP reste une sorte de système de monnaie privée, permettant aux guildes de rendre accessibles des objets rares en retour de l'investissement et de la discipline des joueurs. Les points ne peuvent pas être échangés ou utilisés en dehors de la guilde, et ils ne font pas partie du jeu lui-même; ils sont souvent suivis sur des sites externes. En revanche, les monnaies virtuelles créées par les développeurs font partie du jeu et peuvent être échangées entre joueurs, sans condition particulière. Puisque les DKP n'ont aucune valeur en dehors de la guilde, parler de capital économique pour les DKP (payer de l'argent réel en échange de DKP) est quasiment impossible. C'est parce que les guildes distribuent des DKP en retour des participations à leurs événements que les DKP servent moins de monnaie que de ce que Torill Mortensen nomme « stabilisateur social » ; les joueurs qui participent aux raids plus fréquemment ou suivent les règles sont récompensés, alors que les joueurs plus occasionnels le sont moins. Cela prodigue une tendance chez les joueurs à rester intégrés au système social (la guilde) plus longtemps qu'ils ne le seraient autrement,.
Étant donné que les objets sont liés au premier joueur qui les reçoit, la seule façon de porter un objet désiré est de prendre part au raid qui bat le boss sur lequel il tombe. De cette manière, certains objets rares représentent à haut niveau un signal aux autres joueurs que leur porteur a vaincu un monstre particulièrement complexe, et donc qu'il a le talent nécessaire pour réussir un tel accomplissement. Les DKP eux-mêmes représentent quelque-part un mélange de capital culturel et matériel. Le langage du capital matériel est utilisé : prix, enchère et monnaie, mais ces termes masquent une unité de compte qui « floute la ligne entre matériel et symbolique ».